# Faktor X: izpoved naivne manekenke
Faktor X: izpoved naivne manekenke je mladinski socialno-psihološki roman, nastal izpod peresa enega izmed najbolj plodovitih in branih sodobnih slovenskih pisateljev Ivana Sivca. 
Knjiga, ki je že njegova šestdeseta po vrsti, govori o privlačnem svetu manekenstva, ki privablja mlada dekleta in pasteh v katere se le ta naivno ujamejo. Izšla  je leta 2005 v zbirki Tabu pri Založbi ICO.
Naslovnico knjige je oblikoval Peter Pavlin. Spremno besedo z naslovom Ob izidu šesdesete knjige Ivana Sivca je napisala dr. Dragica Haramija.

## Vsebina
Roman v ospredje postavlja skoraj osemnajstletno lepo in postavno gimnazijko Mašo Poglajen in njenega triindvajsetletnega fanta, fotoreporterja Ljubljanskih novic Klemena. 
Vse se prične na valentinov večer leta 2004, ko se mlada zaljubljenca udeležita gala zabave v prijaznem klubu In na vrhu ljubljanskega Nebotičnika. Nihče ni mogel slutiti, da bo ta večer tako usodno vplival na nadaljnji potek dogodkov. Maša je s svojo neizmerno lepoto  ves čas vzbujala pozornost, pritegnila pa je tudi zanimanje gospoda Egona Možeta, lastnika modne agencije Royal, ki ji je ponudil sodelovanje. Sprva je oklevala in ni želela sprejeti povabila, nato pa se je na močno pobudo Klemena vendarle odločila za poskusno snemanje. Tam so bili nad njo vsi navdušeni, pokazala je veliko potenciala, tako da je tudi sama začela zelo uživati. Tako zelo, da je z agencijo tudi podpisala pogodbo. Pri svojem delu je bila zelo uspešna, njena podoba je krasila številne slovenske revije, postala pa je tudi prva spremljevalka Miss Universe Slovenije. Njena pomanjkljivost so bile majhne prsi, zato se je odločila za povečavo. Postala je še bolj iskana in priljubljena, zato je kmalu odpotovala v Milano, kjer je podpisala pogodbo z Monico, direktorico uspešne modne agencijo Milleuno. Bleščav manekenski svet se ji je prikazal v tako lepi luči, da jo je popolnoma zaslepil. Njena manekenska kariera je cvetela, medtem ko se ji je v privatnem življenju vse rušilo. Snemanja po vsem svetu in visoki honorarji so jo vedno znova prepričevali o pomembnosti njenega dela. Tako zelo je bila zaslepljena in naivna, da je kmalu zabredla tudi v odvisnost od drog. Šele vnovičen tragičen dogodek jo privede do razmisleka o svojem življenju in sprejetih odločitvah.
Roman prikazuje na zunaj lep in privlačen, vendar v zakulisju toliko bolj krut manekenski svet. Vanj najpogosteje vstopajo mlada, še neizkušena dekleta, ki se mu naivno prepustijo. Ta svet ima svoja pravila igre, v kateri lahko obstanejo le najbolj močna, neobčutljiva in samozavestna dekleta. Roman kaže razumeti predvsem kot pomemben in tehten razmislek, namenjen dekletom, ki jih mika tovrstna kariera.

## Zbirka
Roman je formalno izšel v zbirki Tabu. Neformalno pa je del zbirke Socialno-psihološki romani, znotraj katere se trenutno nahaja 7 avtorjevih tovrstnih romanov.

## Izdaje in prevodi
Roman je v trdi vezavi izšel leta 2005 pri Založbi ICO v nakladi 1000 izvodov. V angleščino je bil pod naslovom The X Factor: Confessions of a Naive Fashion Model preveden leta 2015. 